# Фуруя Киёси
Фуруя Киёси, также Фуруя Киоси (яп. 古谷清, 28 октября 1878 — 21 ноября 1945) — японский военный разведчик и офицер, наблюдающий за событиями в России во время Первой мировой войны и Гражданской войны в России. В 1909-1911 годах он проводил разведывательную деятельность на Дальнем Востоке России под прикрытием изучения русского языка.
С 1914 по 1917 год Фуруя был военным наблюдателем от Японии в русской армии, в 1917 году недолгое время был главой японских инструкторов-артиллеристов. В 1918 году он стал японским военным атташе в РСФСР и активно информировал Токио о формировании Красной Армии, положении в Советской России и угрозе германского влияния.
После разрыва Японией дипотношений с Советской Россией в 1918 году, Фуруя продолжал сбор сведений из Швеции, пока не возглавил в 1919 году группу по контролю за немецкой армией от Японии. Впоследствии он достиг высоких воинских званий, став в 1930 году главой ВВС Японии.

## Ранние годы
Он родился в 1878 году в Токио. В 1898 году Фуруя окончил Военное училище, а затем в 1909 году — Военную академию. После этого он был направлен на службу в Главный штаб. Вскоре стал одним из опытных японских оперативных сотрудников.

## Деятельность в России

### Разведывательная деятельность в 1909—1911 года
В 1909-1910 годах он был помощником военного агента японского посольства в Санкт-Петербурге. В 1910 капитан Киёси Фуруя был направлен в Хабаровск для разведывательной деятельности под прикрытием изучение русского языка, а в 1911 году будучи майором он также посещал порт и Приморье. Его сфера деятельности охватывала прилегающие территории до Владивостока включительно. Он пытался узнать сведения о вооружении и составе российских войск на Дальнем Востоке, пропускной способности Транссибирской магистрали. Вскоре он был обнаружен контрразведкой Россией, Штаб Приамурского военного округа и офицеры корпуса жандармов установили за ним наблюдение. Генерал-квартирмейстер штаба Приамурского ВО регулярно докладывал командованию о его разведывательной деятельности. Однако контрразведка не имела опытных сотрудников, знавших японский язык, и сам японский агент был крайне острожным, поэтому компрометирующие данные на него установить на него не удалось, как и выяснить его агентурные связи. Частично помогло решить проблему жандармско-полицейское управление Уссурийской железной дороги, которое отправило перед отъездом японского разведчика своего ложного агента. Фуруя поручил этому агенту выяснить организацию крепостной артиллерии Владивостока. По возвращении в Японию Фуруя занимал различные военные должности.

### Первая мировая война
23 августа 1914 года Япония объявила войну Германии. Россия и Япония стали союзниками в войне и Фуруя был послан как военный наблюдатель от Японии в русскую армию. Русская контрразведка имела о нём «неблагоприятные сведения», но тем не менее согласилась на его посещение действующей армии. Его направили как наблюдателя в 5-ю армию, где он занимался сбором различной информации и не прибегал к агентурной работе. Кроме наблюдателя, Фуруя также исполнял обязанности военного агента с декабря 1916 года по март 1917 года, поскольку два других агента — Одагири и Исидзака были недоступны. В январе 1917 года он изучал Интендантскую службу Западного фронта вместе с полковником Ковачи и капитаном Ичоо. В Петрограде он снимал комнату в квартире у сотрудника МИДа Сергея Григорьевича Елисеева.
В связи с нестабильной обстановкой в России и слухами о возможном переезде Временного правительства в Москву, японские инструкторы-артиллеристы, находящиеся в России, были направлены в Москву, а в сентябре 1917 года полковника Миягава, главы японских инструкторов-артиллеристов отозвали на родину «по болезни» и 1 ноября 1917 года на посту главы инструкторов его сменил подполковник Фуруя Киёси. Он возглавил создание московской резидентуры японских военных и два дня спустя направил первую телеграмму с информацией о ситуации в городе. Этот шаг позволил японской разведке получать важные сведения о революционных событиях в России.
С 17 по 27 декабря 1917 года прошло совещание, на котором Япония свернула военное сотрудничество с Петроградом, в результате чего большая часть сотрудников военной миссии, включая японских инструкторов-артиллеристов, вернулась из России домой, но подполковник Фуруя оставался в России.

### Военный атташе в РСФСР
В 1918 году он был назначен военным атташе в РСФСР. В начале 1918 года резидентура Фуруя смогла оперативно наладить новые агентурные связи в Москве и Вологде, где временно располагалось японское посольство. Летом 1918 года агенты Фуруя находились в разных районам Советской России и информировали его о деятельности германских военных представителей, формировании Красной Армии и других важных событиях. Он также сохранил деловые отношения с сотрудниками Всероссийского главного штаба.
27 марта 1918 года подполковник Фуруя направил в Генштаб подробный доклад о формировании Красной Армии и планах большевиков по её развитию. Он отмечал роль Троцкого как идеолога создания регулярных вооруженных сил, наметки по привлечению бывших офицеров, назначению комиссаров, порядку выборов командиров и другим преобразованиям. Фуруя подмечал многочисленные проблемы в реализации этих замыслов и низкие шансы на создание боеспособных сил в ближайшее время.
В последующие месяцы Фуруя и его помощник майор Хасимото продолжали освещать ход строительства Красной Армии, сообщая о намеченных большевиками амбициозных планах по наращиванию её численности. Тем не менее, детальными данными об организационно-штатной структуре, дислокации, численности и вооружении Красной армии японская военная разведка в 1918 году не располагала.
4 мая 1918 года Фуруя направил в Генштаб свое мнение относительно возможной японской военной интервенции в Россию. Резидент полагал, что Япония должна прежде всего официально озвучить свою позицию Советской России и попытаться урегулировать спорные вопросы мирными средствами, прибегнув к силе только при крайней необходимости. Фуруя обосновывал свою точку зрения рядом факторов. Во-первых, союзники стремились не допустить расширения германского влияния в России и сами рассчитывали получить там экономические выгоды. Во-вторых, меры большевиков по укреплению своей власти, опора на низшие слои населения и отсутствие серьёзной внутренней оппозиции обеспечивали стабильность их правительства. В-третьих, открытые антисоветские действия могли толкнуть РСФСР на союз с Германией. Поэтому Фуруя рекомендовал Токио заявить о недопущении распространения германского влияния за Урал и на Дальний Восток, пригрозив возможным применением силы для защиты японских интересов в этих регионах. При этом он советовал проявлять осторожность в оказании помощи антибольшевистским силам на территории России. Тем не менее, значимость информации, поступавшей от Фуруя, снижалась из-за длительных задержек в её передаче. Телеграммы зачастую доходили до Токио с опозданием на несколько недель после описываемых событий. Причиной тому были нарушения связи с Сибирью и намеренные задержки со стороны советских властей.
После начала мятежа чехословацкого корпуса летом 1918 года общий смысл донесений Фуруя сводился к тому, что советское правительство все больше попадает под влияние Германии. Поэтому, по его мнению, ввод союзных войск в Россию был необходимой мерой для противодействия германской экспансии. В июньских телеграммах 1918 года Фуруя рисовал мрачную картину нарастающей внутриполитической нестабильности в Советской России. Он отмечал рост недовольства большевиками среди практически всех слоев населения, включая красноармейцев, крестьян и рабочих. Причинами тому были перебои с поставками продовольствия, насильственное изъятие зерновых излишков у крестьян продотрядами, голод и эпидемии. Описывая степень влияния Германии на большевистское правительство, Фуруя описал так: «По-видимому, даже если русское правительство не исповедует политику дружбы с Германией, в действительности, вполне очевидно, оно пляшет под немецкую дудку и Россия, вся целиком, находится под германским влиянием».

## Отъезд в Швецию
3 августа 1918 года, после начала интервенции союзников на Дальнем Востоке, Япония разорвала дипломатические отношения с Советской Россией. В тот же день подполковник Фуруя выехал из Москвы в Стокгольм.
Находясь в шведской столице, главный японский резидент имел меньше возможностей для сбора информации о положении дел в РСФСР. Одним из его источников стал сотрудник НКИД, периодически посещавший Стокгольм, который, по словам Фуруя, передавал ему «заслуживающую внимания информацию». Кроме того, атташе тесно контактировал с русскими эмигрантскими кругами в Швеции и бывшими российскими дипломатами.
К концу 1918 года основными каналами поступления информации о Советской России в Токио стали резидентуры в Архангельске и Стокгольме. Архангельский резидент освещал главным образом ситуацию на севере страны. В то же время Фуруя и возглавивший резидентуру после него Комацубара стремились информировать Генштаб о положении дел в европейской части РСФСР, на Украине, в Прибалтике, Скандинавии и Германии. Стокгольмская резидентура прилагала большие усилия для вскрытия оперативных планов и возможностей советского командования по ведению боевых действий на внутренних фронтах Гражданской войны. Обобщив агентурные данные, 23 декабря 1918 года Фуруя доложил, что у большевиков в тот момент не было планов наступать на Восточном и Северном фронтах, так как они перебрасывали силы на запад и юг. Через пять дней Фуруя сообщил, что приблизительная численность Красной Армии составляет 1 миллион человек, из которых боеспособными было 400 тысяч бойцов. Он также докладывал о плачевном состоянии оборонявшихся на северозападе советских войск, о голоде и эпидемиях среди жителей Петрограда. Вскоре на посту военного атташе его сменил Комацубара.

## Деятельность в Германии
В 1919 году Фуруя был повышен до полковника, а в октябре 1919 стал членом генерального штаба. В июне 1919 года в Берлин прибыли японские военные представители полковник Ватанабэ и майор Имаи для переговоров с немцами об условиях мирного соглашения после окончания Первой мировой войны. После подписания Версальского договора в октябре 1919 года полковник Фуруя Киёси возглавил в Берлине группу по контролю за немецкой армией от Японии в составе союзной контрольной комиссии.

## Дальнейшая карьера
После возвращение в Японию его карьерный рост ускорился. В 1929 году он получил звание генерал-лейтенант. В 1930 году он был главой ВВС Японии, но в 1931 ушёл в отставку. Умер 21 ноября 1945 года. Обстоятельства смерти неизвестны.

## Награды
- 29 августа 1928 года — Орден Священного сокровища 2 степени[21].